# Guacarí (ort)
Guacarí är en ort i Colombia.   Den ligger i departementet Valle del Cauca, i den centrala delen av landet, 270 km väster om huvudstaden Bogotá. Guacarí ligger 976 meter över havet och antalet invånare är 19 637.
Terrängen runt Guacarí är platt söderut, men norrut är den kuperad. Terrängen runt Guacarí sluttar västerut. Runt Guacarí är det ganska tätbefolkat, med 90 invånare per kvadratkilometer. Närmaste större samhälle är Buga, 15,7 km norr om Guacarí. Omgivningarna runt Guacarí är en mosaik av jordbruksmark och naturlig växtlighet.